# Optimus
Optimus è il sesto album da solista di John Norum, l'attuale chitarrista della hard rock band svedese Europe. È stato realizzato nel 2005

## Tracce
1. Chase Down The Moon - 3:50 (John Norum / Thomas Torberg)
2. Nailed To The Cross - 3:32 (John Norum / Fredrik Åkesson)
3. Better Day - 3:56 (John Norum / Michelle Meldrum)
4. One More Time - 3:41 (John Norum)
5. Time To Run - 4:13 (John Norum / Glenn Hughes / Michelle Meldrum / Karen Kreutzer)
6. Optimus - 3:06 (John Norum / Karen Hunter)
7. Takin' The Blame - 3:55 (John Norum)
8. Change Will Come - 3:35 (John Norum)
9. Forced - 3:37 (John Norum / Fredrik Åkesson)
10. Solitude - 4:23 (John Norum)

## Formazione
- John Norum - voce, chitarre
- Fredrik Åkesson - chitarre
- Thomas Torberg - basso
- Mats Lindfors - tastiere
- Hux Flux - percussioni